# Synegia neglecta
Synegia neglecta är en fjärilsart som beskrevs av Inoue 1954. Synegia neglecta ingår i släktet Synegia och familjen mätare. Inga underarter finns listade i Catalogue of Life.